# 阮孟权
阮孟权（NGUYEN Manh Quyen，1989年1月4日—），越南男子武術運動員。

## 簡歷
2010年11月，阮孟权代表越南出戰廣州亞運會，參加武術比賽，奪得男子刀术棍术全能銅牌。